# داكوتا الجنوبية
داكوتا الجنوبية أو دَكوتة الجنوبية (بالإنجليزية: South Dakota)‏ هي ولاية تقع في منطقة الغرب الأوسط من الولايات المتحدة. وسميت على قبائل لاكوتا من شعب سو الأمريكي الأصلي، حيث تؤلف هذه القبائل جزءا كبيرا من السكان وهيمنت تاريخيا على كامل الإقليم. ترتيب الولاية هو السابع عشر من حيث المساحة، ولكن ترتيبها الخامس من حيث أقل الولايات سكانا وهي الخامسة أيضا من حيث أقلها كثافة سكانية بين الولايات الأمريكية الخمسين. كانت الولاية تمثل الجزء الجنوبي من إقليم داكوتا، وأدخلت في الاتحاد في 2 نوفمبر 1889، في وقت واحد مع داكوتا الشمالية. مدينة بيير هي عاصمة الولاية وبينما أكبر مدنها فهي سو فالز ويبلغ عدد سكانها حوالي 171,000 نسمة.
تحدها ولايات داكوتا الشمالية (في الشمال) ومينيسوتا (من الشرق) وآيوا (إلى الجنوب الشرقي) ونبراسكا (في الجنوب) وايومنغ (في الغرب) ومونتانا (إلى الشمال الغربي). ويقسم نهر ميسوري الولاية إلى نصفين منفصلين جغرافيا واجتماعيا، يعرفه السكان ب «شرق النهر» و «غرب النهر». شرق الولاية هو موطن لمعظم سكانها، وتستخدم التربة الخصبة في هذه المنطقة لزراعة مجموعة متنوعة من المحاصيل. تربية الماشية هي النشاط السائد غرب نهر ميسوري، ويعتمد الاقتصاد أكثر على السياحة والإنفاق الدفاعي. وتقع معظم المحميات الهندية في غرب النهر. وتقع بها بلاك هيلز، وهي مجموعة من الجبال المنخفضة المغطاة بالصنوبر وهي مقدسة لدى السيو، وهي موجودة في الجزء الجنوبي الغربي من الولاية. كما يقع بها جبل راشمور، وهو وجهة سياحية رئيسية. وتتمتع داكوتا الجنوبية بمناخ قاري معتدل، مع أربعة مواسم متميزة ويتراوح هطول الأمطار بين المعتدل في الشرق وشبه القاحل في الغرب. كما تتميز بيئة الولاية بأنواع نموذجية من المناطق العشبية في أمريكا الشمالية.
سكن البشر هذه المنطقة لعدة آلاف من السنين، وهيمن عليها السيو في أوائل القرن التاسع عشر. وفي أواخر هذا القرن، زاد الاستيطان الأوروبي بعد حمى الذهب في بلاك هيلز وبناء سكة الحديد من الشرق. تسبب تعدي عمال المناجم والمستوطنين بقيام عدد من الحروب الهندية، وانتهت بمذبحة ووندد ني في عام 1890. وشملت الأحداث الرئيسية في القرن العشرين قصعة الغبار والكساد الكبير، وزيادة الإنفاق الاتحادي خلال الأربعينيات والخمسينات من القرن الماضي للزراعة والدفاع، وتصنيع الزراعة التي قلصت كثيرا من المزارع الأسرية.
مثل الولاية العديد من أعضاء مجلس الشيوخ الديمقراطيين في عدة فترات على المستوى الاتحادي، إلا أن حكومة الولاية في مجملها يسيطر عليها الحزب الجمهوري وصوت ناخبو الولاية لمرشحي هذا الحزب في آخر 13 انتخابات رئاسية. اعتمدت داكوتا الجنوبية في تاريخها على الاقتصاد الزراعي ونمط الحياة الريفي، وقد سعت لتنويع اقتصادها في عدد من المجالات لجذب السكان واستبقائهم. ولا يزال تاريخ داكوتا الجنوبية وطابعها الريفي يؤثران بشكل قوي على ثقافة الولاية.

## تاريخ ولاية داكوتا الجنوبية
الفرنسيون والأوربيون اكتشفوا المنطقة في القرن الثامن عشر ودخلوا في مواجهات وصراعات مع مجموعات سكانية عديدة منها الاوماهاOmaha والأريكارا Arikara ويعرفون اختصارا بـ (ري Ree) وفي عام 1743 اعتبرت منطقة فرنسية جزء من لويزيانا العظمي، ثم اشترى الأمريكيون المنطقة من نابليون في عام 1803 وفي عهد الرئيس توماس جيفرسون تم تكوين مجموعة تحت اسم «كوربس اوف ديسكفري» لاكتشاف المنطقة في عام 1817، وفي عام 1861 نظمت الحكومة منطقة داكوتا المتضمنة داكوتا الشمالية والجنوبية، وفي 2 نوفمبر عام 1889 أصبحت مقاطعة داكوتا ولاية حديثة، وعاصمة ولاية داكوتا الجنوبية هي بيير Pierreوتعتبر الولاية رقم 39 أو 40 (لأن خلط رئيس بنجامين هاريسون الوثائق الرسمية من أجل إبقائه سراً) في تاريخ انضمامها للاتحاد في 2 نوفمبر 1889 وطبق الدستور الخاص بولاية داكوتا الجنوبية في نفس العام

## جغرافية ولاية داكوتا الجنوبية
يحد ولاية داكوتا الجنوبية في الشمال ولاية داكوتا الشمالية ومن جهة الشرق يحدها ولايتي مينيسوتا وايوا ومن جهة الغرب يحدولاية داكوتا الجنوبية كل من ولايتي مونتانا ووايومنغ ومن جهة الجنوب ولاية نبراسكا